# Casaresia sphagnorum
Casaresia sphagnorum är en svampart som beskrevs av Gonz. Frag. 1920. Casaresia sphagnorum ingår i släktet Casaresia och familjen Dermateaceae.   Inga underarter finns listade i Catalogue of Life.